# Tinica
Tinica je žensko osebno ime.

## Izvor imena
Ime Tinica je izpeljano iz ženskega imena Tina.

## Pogostost imena
Po podatkih Statističnega urada Republike Slovenije je bilo na dan 31. decembra 2007 v Sloveniji 6 oseb z imenom Tinica.